# Canal 45 (Chile)
Canal 45 (también conocido como TV Cordillera) fue un canal de televisión abierta chileno que emite para la Provincia de Cordillera. Es propiedad del Centro Cultural y de Difusión Jorge Cassis. Sus oficinas están ubicadas en Santo Domingo 120, comuna de Puente Alto, ubicada en la zona sur de Santiago de Chile. El canal fue lanzado el 10 de agosto de 2016, con programación de índole cultural, deportiva e informativa. Actualmente, TV Cordillera emite en fase de pruebas, emitiendo un solo programa de producción original llamado De mañana y de tarde conducido por Luis Aravena Arancibia, quien también se desempeña como locutor en Radio Imagen 106.5 FM, ubicada en el mismo recinto de la estación televisiva.
El canal dejó de transmitir en 2020 debido a la falta de recursos motivada por la pandemia.

## Programación
Por el momento, Canal 45 comienza a emitir en vivo su programa De mañana y de tarde a partir de las 9:30am y finaliza la emisión del matinal a las 10:30am. Terminado el bloque anterior, comienzan a emitir películas durante toda la tarde hasta las 6:00pm, para luego repetir la emisión de su matinal y finalizar oficialmente sus transmisiones durante el transcurso de las 7:00pm.

## Animadores
Canal 45 no cuenta con un grupo de rostros representativos del canal, la persona que realiza la conducción de su único programa en fase de pruebas es su representante legal Luis Aravena Arancibia, sin embargo, la estación televisiva ha anunciado a través de su señal abierta que se encuentra en la búsqueda de un nuevo equipo que trabaje delante y detrás de cámaras, con lo que busca ofrecer una amplia parrilla programática.

## Financiamiento
El 12 de febrero de 2016, la municipalidad de Puente Alto a cargo del alcalde Germán Codina Powers, se comprometió a entregar la suma de $20 000 000 al Centro Cultural y de Difusión Jorge Cassis como convenio de colaboración mutua.